# Liste der san-marinesischen Teilnehmer an europäischen Vereinswettbewerben im Fußball
Die Liste der san-marinesischen Teilnehmer an europäischen Vereinswettbewerben im Fußball bietet einen Überblick über die aus San Marino kommenden Teilnehmer der europäischen Klubfußballwettbewerbe an. Im Detail sind dies die UEFA Champions League (bzw. der Europapokal der Landesmeister als Vorgängerwettbewerb) und die UEFA Europa League (bzw. der UEFA-Pokal als Vorgängerwettbewerb).

## San-marinesische Teilnahmen in den jeweiligen Europapokalen

### Europapokal der Landesmeister / Champions League
Seit 2007 nimmt der Meister San Marinos an der Qualifikation zur UEFA Champions League teil.
| 2007/08 | SS Murata           |
| 2008/09 | SS Murata           |
| 2009/10 | SP Tre Fiori        |
| 2010/11 | SP Tre Fiori        |
| 2011/12 | SP Tre Fiori        |
| 2012/13 | SP Tre Penne        |
| 2013/14 | SP Tre Penne        |
| 2014/15 | SP La Fiorita       |
| 2015/16 | SS Folgore/Falciano |
| 2016/17 | SP Tre Penne        |
| 2017/18 | SP La Fiorita       |

### UEFA-Pokal / UEFA Europa League
Seit 2000 nahm ein Verein aus San Marino am UEFA-Pokal teil, seit 2010 sind zwei Vereine startberechtigt.
| Saison  | Teilnehmer                        |
| ------- | --------------------------------- |
| 2000/01 | SS Folgore/Falciano               |
| 2001/02 | SS Cosmos                         |
| 2002/03 | FC Domagnano                      |
| 2003/04 | FC Domagnano                      |
| 2004/05 | SS Pennarossa                     |
| 2005/06 | FC Domagnano                      |
| 2006/07 | SS Murata                         |
| 2007/08 | AC Libertas                       |
| 2008/09 | AC Juvenes/Dogana                 |
| 2009/10 | AC Juvenes/Dogana                 |
| 2010/11 | SC Faetano SP Tre Penne           |
| 2011/12 | SP Tre Penne AC Juvenes/Dogana    |
| 2012/13 | AC Libertas SP La Fiorita         |
| 2013/14 | AC Libertas SP La Fiorita         |
| 2014/15 | SS Folgore/Falciano AC Libertas   |
| 2015/16 | AC Juvenes/Dogana SP La Fiorita   |
| 2016/17 | SP La Fiorita SS Folgore/Falciano |
| 2017/18 | SP Tre Penne SS Folgore/Falciano  |